# Anaeropsis guttipennis
Anaeropsis guttipennis är en tvåvingeart som först beskrevs av Walker 1861.  Anaeropsis guttipennis ingår i släktet Anaeropsis och familjen skridflugor. Inga underarter finns listade i Catalogue of Life.